# 파우더 토이
파우더 토이(Powder Toy)란 여러 가지 재료로 실험, 놀이를 할 수 있는 시뮬레이션 게임이다. 파우더 토이는 jacob1이 만들었다. 대한민국 팬카페에서 91.2버전의 한글판이 개발되었다.